# Ракуго
Ракуго (яп. 落語, дословно «падающие слова») — японский литературный и театральный жанр, созданный в XVI—XVII веках. Под этим названием обычно известны миниатюры, исполняемые профессиональными рассказчиками (ракугока) на эстраде или сцене театра ёсэ. Как по форме, так и по содержанию ракуго разнообразны. Иногда они имеют характер анекдота, иногда же представляют собой довольно длинный рассказ.
Действующими лицами наряду с людьми выступают также животные. Действие происходит как в старое время, так и в современную эпоху. Комический элемент в рассказах составляют не только положения, в которых оказываются действующие лица, но также игра слов. Почти всегда наиболее комическим бывает окончание рассказа (оти). Авторами ракуго являются как сами рассказчики, так и специальные составители таких рассказов, которые подчас бывают помощниками рассказчиков.
Наибольшей известностью пользуются рассказчики: Санъютэй Энтё — автор «Кэнцуку юка» (Бранящаяся ниша), известный кроме того как автор страшных историй «кайдан», из которых наиболее знаменит «Кайдан ботан доро» (Пионовый фонарь), ещё один рассказчик из его школы Санъютэй Энсэй — автор «Ханамидзакэ» (Водка ханами), Каминаримон Дзироку — автор «Хацуюки» (Первый снег), Такадзава Ротэй. Также известен единственный до недавнего времени случай ракугоки-неяпонца, сделавшего ещё в XIX веке карьеру в Японии — австралийца по рождению Генри Блэка, позднее принявшего японское подданство, также автора ряда популярных историй, в частности, «Биру но какэноми» (Пивное пари).
Ракуго является основной темой сериала «Тигр и Дракон», фильма «Говори, говори, говори» и таких аниме, как Joshiraku, Shouwa Genroku Rakugo Shinjuu и Uchi no Shishou wa Shippo ga Nai.